# Alliance populaire (Îles Salomon)
Pour les articles homonymes, voir Alliance populaire.
L'Alliance populaire (en anglais :  People's Alliance Party abrégé PAP) est un parti politique salomonais.

## Histoire
Le PAP est formé en 1979 par la fusion du Parti de l'Alliance rurale et du Parti populaire progressiste. Dirigé par Solomon Mamaloni, il remporte dix des 38 sièges aux élections législatives de 1980 et Mamaloni devient chef de l'opposition. Lorsque le gouvernement du Parti unifié des Îles Salomon (SIUP) tombe en 1981, Mamaloni forme alors un gouvernement de coalition avec le Parti national-démocrate (en) et des députés indépendants et devient Premier ministre. Le parti reçoit le plus grand nombre de voix aux élections de 1984 et remporte 12 sièges. Cependant, le SIUP en remporte 14 et le PAP retourne dans l'opposition.
Le PAP remporte une victoire écrasante aux élections de 1989 avec 23 des 38 sièges et Mamaloni redevient Premier ministre. Lors des élections de 1993, le parti est réduit à neuf sièges lorsque le Parti du gouvernement de l'unité nationale, de la réconciliation et du progrès des îles Salomon (SIGNUR) en remporte 20. Cependant, le chef de SIGNUR, Francis Billy Hilly, perd un vote de défiance en 1994 et Mamaloni de nouveau élu Premier ministre à sa place. Le PAP ne remporte que sept sièges aux élections de 1997, ce qui permet néanmoins à Mamaloni de redevenir chef de l'opposition, poste qu'il occupe jusqu'à sa mort en 2000.
Le parti remporte 20 des 50 sièges aux élections de 2001, devenant ainsi le plus grand parti au Parlement. Le leader du PAP Allan Kemakeza devient alors Premier ministre. Lors des élections de 2006, le parti est réduit à trois sièges dans un Parlement dominé par des indépendants. Il remporte deux sièges aux élections de 2010, et trois aux élections de 2014.

## Résultats électoraux

### Élections législatives
| Année | Voix   | %     | Rang | Élus    |
| ----- | ------ | ----- | ---- | ------- |
| 1980  | 9 085  | 15,76 | 2e   | 10 / 38 |
| 1984  | 15 923 | 23,26 | 1er  | 10 / 38 |
| 1989  | 15 562 | 19,23 | 1er  | 23 / 38 |
| 1993  | 20 267 | 16,40 | 2e   | 9 / 47  |
| 1997  | –      | –     | 2e   | 7 / 50  |
| 2001  | –      | –     | –    | 20 / 50 |
| 2006  | 11 935 | 6,26  | 3e   | 3 / 50  |
| 2010  | 4 619  | 1,96  | 5e   | 2 / 50  |
| 2014  | 11 414 | 4,44  | 5e   | 3 / 50  |
| 2019  | 18 573 | 6,00  | 6e   | 2 / 50  |